# Noriyuki Makihara 20th Anniversary Best LOVE
『Noriyuki Makihara 20th Anniversary Best LOVE』（ノリユキ・マキハラ・トゥエンティース・アニバーサリー・ベスト・ラブ）は、槇原敬之9枚目のベスト・アルバム。2010年1月1日J-moreから発売。

## 概要
デビュー20周年記念ベスト・アルバム。イメージ・カラーはピンク。
『Noriyuki Makihara 20th Anniversary Best LIFE』と同時発売。
初回プレスのみ2作共スリープ・ケース仕様。
2014年1月22日、本作と『Noriyuki Makihara 20th Anniversary Best LIFE』から13曲を厳選収録した『SELECTED BEST』が、全国各地の高速道路サービスエリア、パーキングエリアの販売店等向けに発売。

## 収録曲
作詞・作曲・編曲：槇原敬之
Renewedは、本作だけの再録音バージョン。
1. もう恋なんてしない '08(4:49)
  - 38thシングル「Firefly〜僕は生きていく」収録バージョン
2. 冬がはじまるよ Renewed(5:15)
  - 4thシングル表題曲のアレンジバージョン
3. 君は僕の宝物 Renewed(5:01)
  - 3rdアルバム『君は僕の宝物』収録曲のアレンジバージョン
4. 北風 〜君にとどきますように〜(5:33)
5. No.1(4:53)
6. ズル休み(5:37)
7. 2つの願い(4:42)
8. SPY(4:36)
9. Hungry Spider(4:41)
10. 彼女の恋人 Renewed(5:50)
  - 7thシングル表題曲のアレンジバージョン
11. 赤いマフラー(5:49)
12. 桃(4:56)
13. 素直(3:44)
14. 君の後ろ姿(5:51)
  - 16th『Personal Soundtracks』収録曲
15. LOVE LETTER Renewed(5:28)
  - 6th『UNDERWEAR』収録曲アレンジバージョン

## 参加ミュージシャン
- 松本圭司：Piano(2)
- 石成正人
  - Gut Guitar (2)
  - Acoustic Guitar (3.15)
  - Electric Guitar (10)
- 秋山浩徳：Electric Guitar (2.3.15)
- 川崎哲平：Bass (2)
- 村田陽一：Trombone & Brass Arrangement (2)
- 山城純子：Bass Trombone (2)
- 菅坂雅彦：Trumpet (2)
- 西村浩二：Trumpet (2)
- 竹野昌邦：Alto Sax (2)
- 山本拓夫：Tenor Sax (2)
- ボブ・ザング：Flute (2)
- 権藤知彦：Flute (2)
- 小倉博和：Guitar(10)